# Гинцага
Гинцага (рум. Gânțaga) — село у повіті Хунедоара в Румунії. Входить до складу комуни Бретя-Ромине.
Село розташоване на відстані 274 км на північний захід від Бухареста, 28 км на південь від Деви, 134 км на південь від Клуж-Напоки, 141 км на схід від Тімішоари.

## Населення
За даними перепису населення 2002 року у селі проживали 313 осіб, з них 312 осіб (99,7%) румунів. Усі жителі села рідною мовою назвали румунську.